# Tour Down Under 2015
Die Santos Tour Down Under 2015 war die 17. Austragung dieser Radrundfahrt und fand vom 20. bis 25. Januar 2015 statt. Das Etappenrennen war Teil der UCI WorldTour 2015 und innerhalb dieser das erste von 28 Rennen. Die Strecke verlief durch den Bundesstaat South Australia rund um die Hauptstadt Adelaide. Das Rennen umfasste sechs Etappen mit einer Gesamtdistanz von 812,3 Kilometern. Sieger der Gesamtwertung war Rohan Dennis aus der US-amerikanischen Mannschaft BMC vor Richie Porte aus der britischen Mannschaft Sky und Cadel Evans, der ebenfalls aus dem BMC Racing Team ist. Damit standen drei Australier auf dem Podium.
Für Rohan Dennis war es der erste Sieg bei der Tour Down Under. Er war der siebte australische Profi, der die Rundfahrt für sich entschied. Insgesamt war es der zehnte australische Sieg bei diesem Rennen.
Sieger der Sprintwertung war der Südafrikaner Daryl Impey aus der australischen Mannschaft Orica GreenEdge. Die Bergwertung entschied der Australier Jack Bobridge aus der australischen Mannschaft UniSA-Australia für sich. Da der Gesamtsieger Rohan Dennis als Nachwuchsfahrer startete, gewann er somit auch die Nachwuchswertung. Die Teamwertung gewann die spanische Mannschaft Movistar. Als kämpferischster Fahrer wurde der Italiener Manuele Boaro aus der russischen Mannschaft Tinkoff-Saxo ausgezeichnet.
Am 18. Januar 2015, also zwei Tage vor Beginn der Rundfahrt, wurde das Rennen mit dem Kriterium People’s Choice Down Under Classic eröffnet, das über 51 Kilometer führte, aber nicht zur Gesamtwertung zählte. Hierbei siegte der Deutsche Marcel Kittel (TGA) vor dem Spanier Juan José Lobato (MOV) und dem Niederländer Wouter Wippert (DPC).

## Teilnehmer
| 17 UCI WorldTeams AG2R La Mondiale (ALM) Astana Pro Team (AST) BMC Racing Team (BMC) Etixx-Quick Step (EQS) FDJ (FDJ) IAM Cycling (IAM) | Team Katusha (KAT) Lampre-Merida (LAM) Lotto Soudal (LTS) Movistar Team (MOV) Orica GreenEdge (OGE) Team Sky (SKY) | Team Cannondale-Garmin (TCG) Tinkoff-Saxo (TCS) Trek Factory Racing (TFR) Team Giant-Alpecin (TGA) Team Lotto NL-Jumbo (TLJ) |
| 1 UCI Professional Continental Team Drapac Professional Cycling (DPC)                                                                   | | |
| 1 Nationalmannschaft UniSA-Australia (AUS)                                                                                              | | |

Startberechtigt waren die 17 UCI WorldTeams der Saison 2015. Zusätzlich vergab der Veranstalter Wildcards an ein UCI Professional Continental Team und an die australische Nationalmannschaft, die unter dem Namen UniSA-Australia startete und von der University of South Australia gesponsert wird. Die 19 teilnehmenden Mannschaften traten mit jeweils sieben Fahrern an. Dadurch ergab sich ein Starterfeld von insgesamt 133 Fahrern aus 23 Nationen. In die Wertung der Nachwuchsfahrer fielen jene Athleten, die seit dem 1. Januar 1990 geboren waren. In dieser Wertung fuhren demnach 33 Fahrer, etwa 25 Prozent des Starterfeldes. Unter den Fahrern befanden sich vier Deutsche und sechs Schweizer. Ein Österreicher war nicht am Start.

## Etappenübersicht
| Etappe                      | Datum                       | Strecke                      | Typ                         | km    | Etappensieger          | Ochre Jersey        |
| --------------------------- | --------------------------- | ---------------------------- | --------------------------- | ----- | ---------------------- | ------------------- |
| PCDUC                       | So, 18. Januar 2015         | Adelaide – Adelaide          | Flachetappe                 | 051,0 | Marcel Kittel (TGA)    |                     |
| 1                           | Di, 20. Januar 2015         | Tanunda – Campbelltown       | Hügeletappe                 | 132,6 | Jack Bobridge (AUS)    | Jack Bobridge (AUS) |
| 2                           | Mi, 21. Januar 2015         | Unley – Stirling             | Mittelgebirgsetappe         | 150,5 | Juan José Lobato (MOV) | Jack Bobridge (AUS) |
| 3                           | Do, 22. Januar 2015         | Norwood – Paracombe          | Mittelgebirgsetappe         | 143,2 | Rohan Dennis (BMC)     | Rohan Dennis (BMC)  |
| 4                           | Fr, 23. Januar 2015         | Glenelg – Mount Barker       | Hügeletappe                 | 144,5 | Steele Von Hoff (AUS)  | Rohan Dennis (BMC)  |
| 5                           | Sa, 24. Januar 2015         | McLaren Vale – Willunga Hill | Mittelgebirgsetappe         | 151,5 | Richie Porte (SKY)     | Rohan Dennis (BMC)  |
| 6                           | So, 25. Januar 2015         | Adelaide – Adelaide          | Flachetappe                 | 090,0 | Wouter Wippert (DPC)   | Rohan Dennis (BMC)  |
| Gesamtdistanz (ohne PCDUC): | Gesamtdistanz (ohne PCDUC): | Gesamtdistanz (ohne PCDUC):  | Gesamtdistanz (ohne PCDUC): | 812,3 |                        |                     |

## Etappen

### People’s Choice Down Under Classic
Die Tour wurde am 18. Januar 2015, zwei Tage vor Beginn der eigentlichen Rundfahrt, mit dem Kriterium People’s Choice Down Under Classic eröffnet. Vor diesem Rennen wurden die teilnehmenden Mannschaften den Zuschauern präsentiert. Der Rundkurs führte über 30 Runden zu je 1,7 Kilometern durch die Metropole Adelaide. Dadurch ergab sich eine Gesamtdistanz von 51 Kilometern. Während der Strecke gab es vier Prämiensprints. Diese wurden nach fünf, zehn, 15 bzw. 20 Runden ausgetragen. Die 133 Starter der Rundfahrt gingen an den Start, von denen 130 im Ziel angekommen sind. Es siegte der Deutsche Marcel Kittel (TGA) im Massensprint vor dem Spanier Juan José Lobato (MOV) und dem Niederländer Wouter Wippert (DPC). Kittel konnte damit seinen Erfolg aus dem Vorjahr wiederholen. Es war der vierte deutsche Sieg in Folge bei diesem Kriterium. Insgesamt war es der fünfte deutsche Erfolg nach den Siegen von André Greipel (2008, 2012 und 2013) und Marcel Kittel (2014 und 2015).
| Ergebnis People’s Choice Down Under Classic \| Platz \| Fahrer \| Nation \| Team \| Zeit \| \| ----- \| ------------------ \| ------ \| --------------------------- \| ----------------------- \| \| 01. \| Marcel Kittel \| GER \| Team Giant-Alpecin \| 1:02:41 h (48,817 km/h) \| \| 02. \| Juan José Lobato \| ESP \| Movistar Team \| gleiche Zeit \| \| 03. \| Wouter Wippert \| NED \| Drapac Professional Cycling \| gleiche Zeit \| \| 04. \| Christopher Sutton \| AUS \| Team Sky \| gleiche Zeit \| \| 05. \| Heinrich Haussler \| AUS \| IAM Cycling \| gleiche Zeit \| \| 06. \| Gianni Meersman \| BEL \| Etixx-Quick Step \| gleiche Zeit \| \| 07. \| Rüdiger Selig \| GER \| Team Katusha \| gleiche Zeit \| \| 08. \| Samuel Dumoulin \| FRA \| AG2R La Mondiale \| gleiche Zeit \| \| 09. \| Mark Renshaw \| AUS \| Etixx-Quick Step \| gleiche Zeit \| \| 10. \| Greg Henderson \| NZL \| Lotto Soudal \| gleiche Zeit \| |                    |        |                             |                         |
| Platz | Fahrer             | Nation | Team                        | Zeit                    |
| 01. | Marcel Kittel      | GER    | Team Giant-Alpecin          | 1:02:41 h (48,817 km/h) |
| 02. | Juan José Lobato   | ESP    | Movistar Team               | gleiche Zeit            |
| 03. | Wouter Wippert     | NED    | Drapac Professional Cycling | gleiche Zeit            |
| 04. | Christopher Sutton | AUS    | Team Sky                    | gleiche Zeit            |
| 05. | Heinrich Haussler  | AUS    | IAM Cycling                 | gleiche Zeit            |
| 06. | Gianni Meersman    | BEL    | Etixx-Quick Step            | gleiche Zeit            |
| 07. | Rüdiger Selig      | GER    | Team Katusha                | gleiche Zeit            |
| 08. | Samuel Dumoulin    | FRA    | AG2R La Mondiale            | gleiche Zeit            |
| 09. | Mark Renshaw       | AUS    | Etixx-Quick Step            | gleiche Zeit            |
| 10. | Greg Henderson     | NZL    | Lotto Soudal                | gleiche Zeit            |

### 1. Etappe

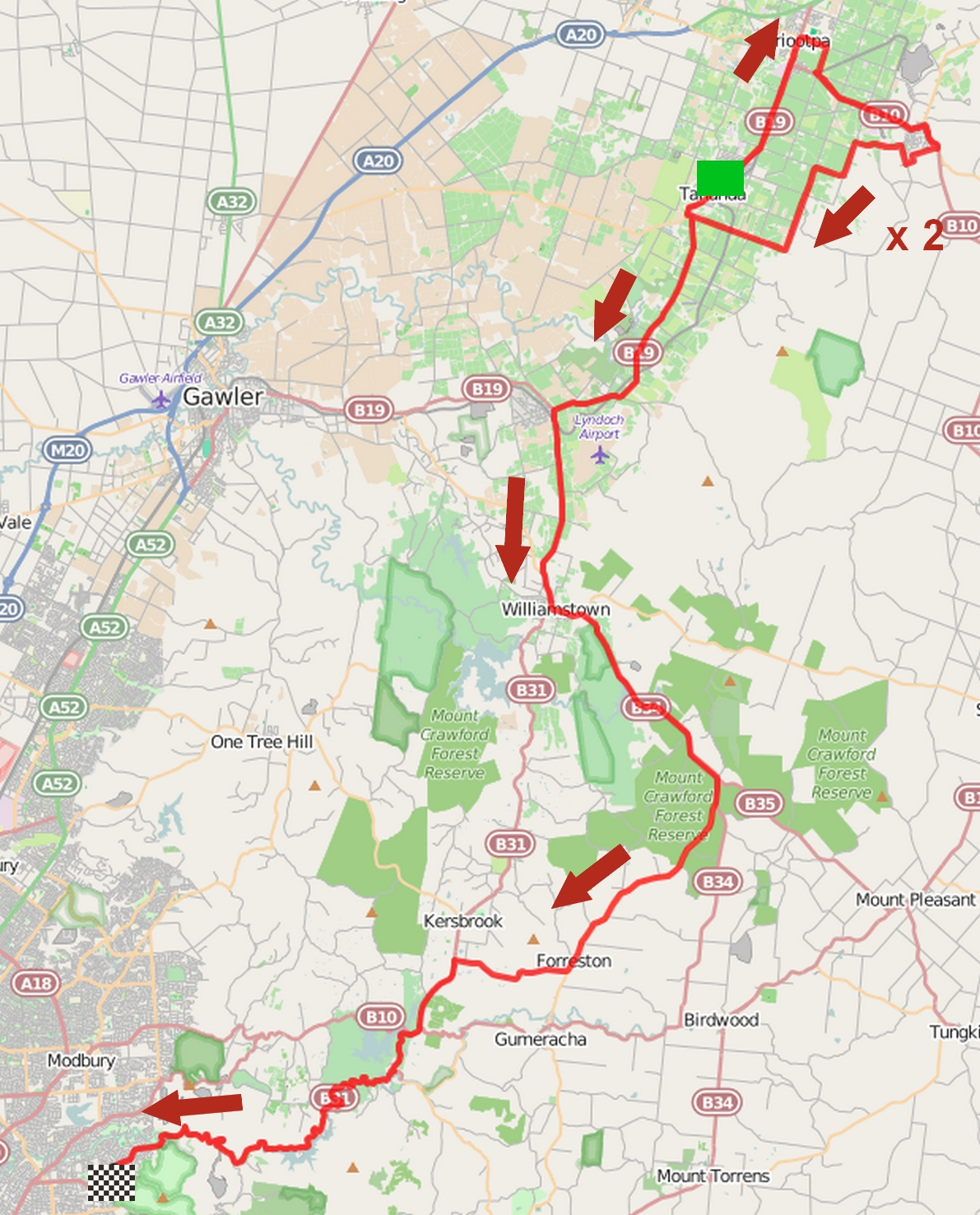
Streckenverlauf der 1. Etappe

Die erste Etappe fand am 20. Januar statt und führte als Hügeletappe über 132,6 Kilometer von Tanunda nach Campbelltown. Während der Strecke gab es zwei Sprintwertungen sowie eine Bergwertung. Zur ersten Etappe gingen alle 133 gemeldeten Fahrer an den Start, die auch alle im Ziel angekommen sind. Die Etappe wurde von Jack Bobridge (AUS) vor Lieuwe Westra (AST) und Luke Durbridge (OGE) gewonnen. Jack Bobridge übernahm damit die Führung in der Gesamtwertung – durch Zeitbonifikation mit vier Sekunden Vorsprung. Gleichzeitig war er der Führende in der Sprint- und Bergwertung. Bester Nachwuchsfahrer war der Drittplatzierte Luke Durbridge, beste Mannschaft war das Team UniSA-Australia. Kämpferischster Fahrer der Etappe war ebenfalls Luke Durbridge.
| Platz | Fahrer            | Nation | Team             | Zeit                    |
| ----- | ----------------- | ------ | ---------------- | ----------------------- |
| 01.   | Jack Bobridge     | AUS    | UniSA-Australia  | 2:59:44 h (44,266 km/h) |
| 02.   | Lieuwe Westra     | NED    | Astana Pro Team  | gleiche Zeit            |
| 03.   | Luke Durbridge    | AUS    | Orica GreenEdge  | gleiche Zeit            |
| 04.   | Maxim Belkow      | RUS    | Team Katusha     | gleiche Zeit            |
| 05.   | Niccolò Bonifazio | ITA    | Lampre-Merida    | gleiche Zeit            |
| 06.   | Gianni Meersman   | BEL    | Etixx-Quick Step | gleiche Zeit            |
| 07.   | Juan José Lobato  | ESP    | Movistar Team    | gleiche Zeit            |
| 08.   | Heinrich Haussler | AUS    | IAM Cycling      | gleiche Zeit            |
| 09.   | Steele Von Hoff   | AUS    | UniSA-Australia  | gleiche Zeit            |
| 10.   | Daryl Impey       | RSA    | Orica GreenEdge  | gleiche Zeit            |

| Platz | Fahrer            | Nation | Team             | Zeit                    |
| ----- | ----------------- | ------ | ---------------- | ----------------------- |
| 01.   | Jack Bobridge     | AUS    | UniSA-Australia  | 2:59:31 h (44,319 km/h) |
| 02.   | Lieuwe Westra     | NED    | Astana Pro Team  | + 0:04 min              |
| 03.   | Luke Durbridge    | AUS    | Orica GreenEdge  | + 0:06 min              |
| 04.   | Maxim Belkow      | RUS    | Team Katusha     | + 0:10 min              |
| 05.   | Niccolò Bonifazio | ITA    | Lampre-Merida    | + 0:13 min              |
| 06.   | Gianni Meersman   | BEL    | Etixx-Quick Step | gleiche Zeit            |
| 07.   | Juan José Lobato  | ESP    | Movistar Team    | gleiche Zeit            |
| 08.   | Heinrich Haussler | AUS    | IAM Cycling      | gleiche Zeit            |
| 09.   | Steele Von Hoff   | AUS    | UniSA-Australia  | gleiche Zeit            |
| 10.   | Daryl Impey       | RSA    | Orica GreenEdge  | gleiche Zeit            |

### 2. Etappe

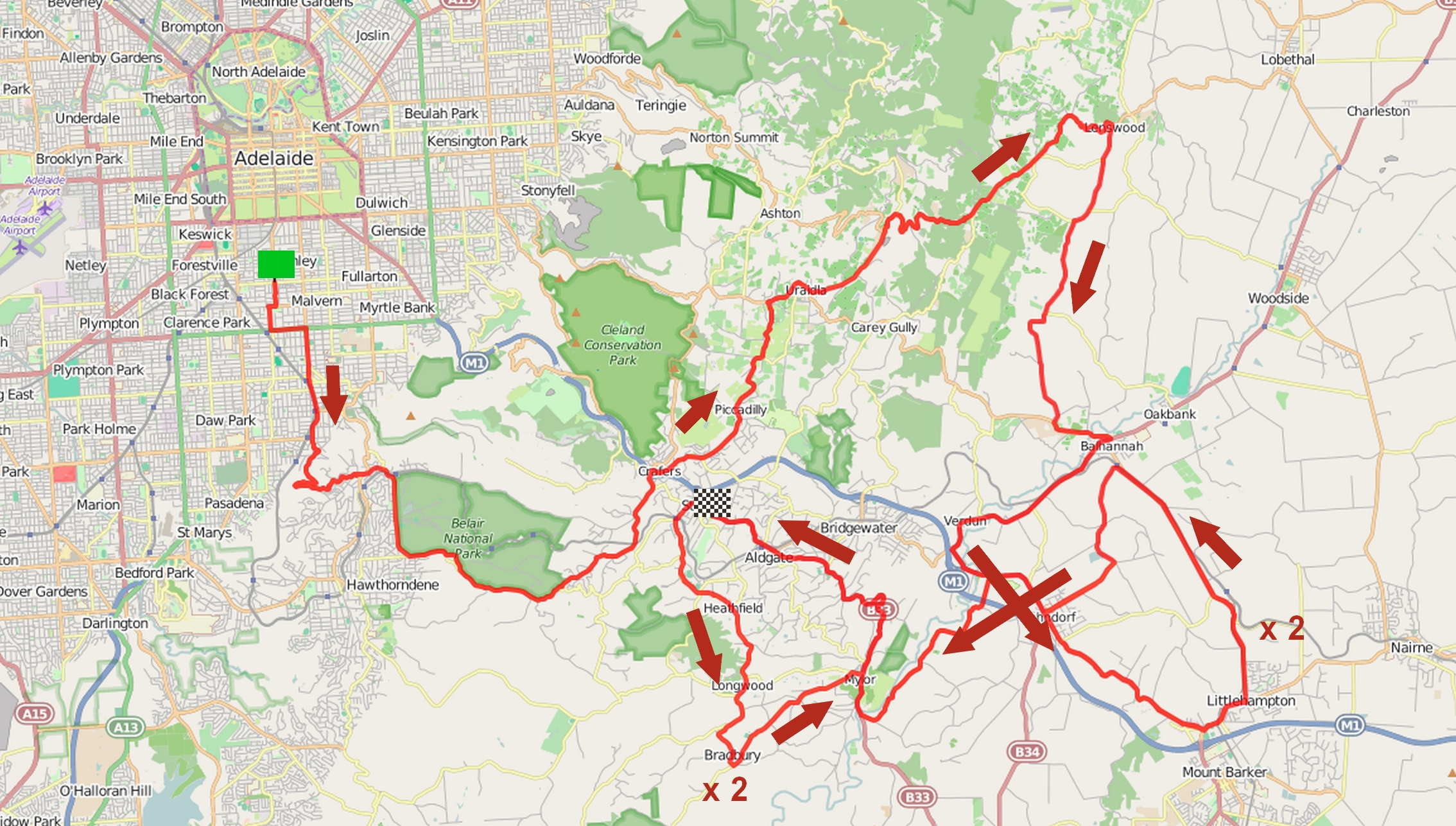
Streckenverlauf der 2. Etappe

Die zweite Etappe fand am 21. Januar statt und führte als Mittelgebirgsetappe über 150,5 Kilometer von Unley nach Stirling. Während der Strecke gab es zwei Sprintwertungen sowie eine Bergwertung. Zur zweiten Etappe gingen alle 133 Fahrer an den Start, von denen 132 im Ziel angekommen sind. Die Etappe wurde von Juan José Lobato (MOV) vor Daryl Impey (OGE) und Gorka Izagirre (MOV) gewonnen. Führender in der Gesamt- und in der Bergwertung blieb Jack Bobridge (AUS). Juan José Lobato übernahm die Führung in der Sprintwertung. Bester Nachwuchsfahrer nach dieser Etappe war Niccolò Bonifazio (LAM), beste Mannschaft war das Team Movistar. Kämpferischster Fahrer der Etappe war Thomas De Gendt (LTS).
| Platz | Fahrer            | Nation | Team                   | Zeit                    |
| ----- | ----------------- | ------ | ---------------------- | ----------------------- |
| 01.   | Juan José Lobato  | ESP    | Movistar Team          | 3:42:24 h (40,603 km/h) |
| 02.   | Daryl Impey       | RSA    | Orica GreenEdge        | gleiche Zeit            |
| 03.   | Gorka Izagirre    | ESP    | Movistar Team          | gleiche Zeit            |
| 04.   | Tom Dumoulin      | NED    | Team Giant-Alpecin     | gleiche Zeit            |
| 05.   | Cadel Evans       | AUS    | BMC Racing Team        | gleiche Zeit            |
| 06.   | Luis León Sánchez | ESP    | Astana Pro Team        | gleiche Zeit            |
| 07.   | Richie Porte      | AUS    | Team Sky               | gleiche Zeit            |
| 08.   | Niccolò Bonifazio | ITA    | Lampre-Merida          | gleiche Zeit            |
| 09.   | Nathan Haas       | AUS    | Team Cannondale-Garmin | gleiche Zeit            |
| 10.   | Samuel Dumoulin   | FRA    | AG2R La Mondiale       | gleiche Zeit            |

| Platz | Fahrer            | Nation | Team                   | Zeit                    |
| ----- | ----------------- | ------ | ---------------------- | ----------------------- |
| 01.   | Jack Bobridge     | AUS    | UniSA-Australia        | 6:41:55 h (42,262 km/h) |
| 02.   | Juan José Lobato  | ESP    | Movistar Team          | + 0:03 min              |
| 03.   | Lieuwe Westra     | NED    | Astana Pro Team        | + 0:04 min              |
| 04.   | Daryl Impey       | RSA    | Orica GreenEdge        | + 0:07 min              |
| 05.   | Gorka Izagirre    | ESP    | Movistar Team          | + 0:09 min              |
| 06.   | Niccolò Bonifazio | ITA    | Lampre-Merida          | + 0:13 min              |
| 07.   | Gianni Meersman   | BEL    | Etixx-Quick Step       | gleiche Zeit            |
| 08.   | Samuel Dumoulin   | FRA    | AG2R La Mondiale       | gleiche Zeit            |
| 09.   | Nathan Haas       | AUS    | Team Cannondale-Garmin | gleiche Zeit            |
| 10.   | Cadel Evans       | AUS    | BMC Racing Team        | gleiche Zeit            |

### 3. Etappe

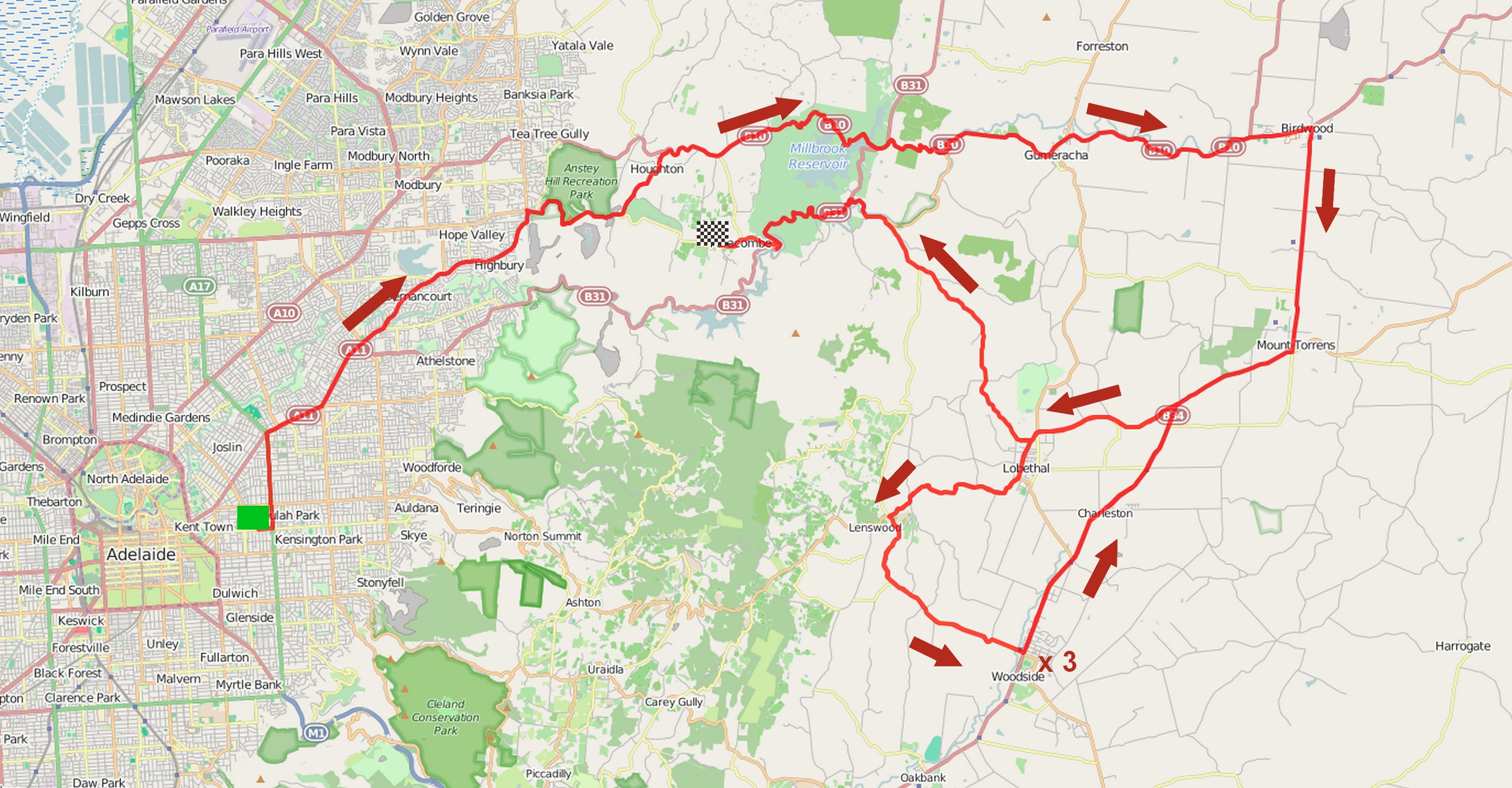
Streckenverlauf der 3. Etappe

Die dritte Etappe fand am 22. Januar statt und führte als Mittelgebirgsetappe über 143,2 Kilometer von Norwood nach Paracombe. Während der Strecke gab es drei Sprintwertungen sowie eine Bergwertung. Zur dritten Etappe gingen noch 131 Fahrer an den Start, die auch alle im Ziel angekommen sind. Die Etappe wurde von Rohan Dennis (BMC) vor Cadel Evans (BMC) und Tom Dumoulin (TGA) gewonnen. Durch den Etappensieg konnte Rohan Dennis ebenfalls die Führung in der Gesamt- und – da er als Nachwuchsfahrer startete – in der Nachwuchswertung übernehmen. Zudem war er Führender der Bergwertung. Cadel Evans übernahm die Führung in der Sprintwertung, beste Mannschaft war das Team BMC. Kämpferischster Fahrer der Etappe war William Clarke (DPC).
| Platz | Fahrer             | Nation | Team               | Zeit                    |
| ----- | ------------------ | ------ | ------------------ | ----------------------- |
| 01.   | Rohan Dennis       | AUS    | BMC Racing Team    | 3:35:08 h (39,938 km/h) |
| 02.   | Cadel Evans        | AUS    | BMC Racing Team    | + 0:03 min              |
| 03.   | Tom Dumoulin       | NED    | Team Giant-Alpecin | gleiche Zeit            |
| 04.   | Maxime Bouet       | FRA    | Etixx-Quick Step   | + 0:05 min              |
| 05.   | Michael Rogers     | AUS    | Tinkoff-Saxo       | gleiche Zeit            |
| 06.   | Richie Porte       | AUS    | Team Sky           | gleiche Zeit            |
| 07.   | Jack Haig          | AUS    | UniSA-Australia    | gleiche Zeit            |
| 08.   | Rubén Fernández    | ESP    | Movistar Team      | gleiche Zeit            |
| 09.   | Domenico Pozzovivo | ITA    | AG2R La Mondiale   | gleiche Zeit            |
| 10.   | Simon Geschke      | GER    | Team Giant-Alpecin | + 0:13 min              |

| Platz | Fahrer             | Nation | Team               | Zeit                     |
| ----- | ------------------ | ------ | ------------------ | ------------------------ |
| 01.   | Rohan Dennis       | AUS    | BMC Racing Team    | 10:17:06 h (41,449 km/h) |
| 02.   | Cadel Evans        | AUS    | BMC Racing Team    | + 0:07 min               |
| 03.   | Tom Dumoulin       | NED    | Team Giant-Alpecin | + 0:09 min               |
| 04.   | Richie Porte       | AUS    | Team Sky           | + 0:15 min               |
| 05.   | Jack Haig          | AUS    | UniSA-Australia    | gleiche Zeit             |
| 06.   | Rubén Fernández    | ESP    | Movistar Team      | gleiche Zeit             |
| 07.   | Michael Rogers     | AUS    | Tinkoff-Saxo       | gleiche Zeit             |
| 08.   | Maxime Bouet       | FRA    | Etixx-Quick Step   | gleiche Zeit             |
| 09.   | Domenico Pozzovivo | ITA    | AG2R La Mondiale   | gleiche Zeit             |
| 10.   | Daryl Impey        | RSA    | Orica GreenEdge    | + 0:22 min               |

### 4. Etappe

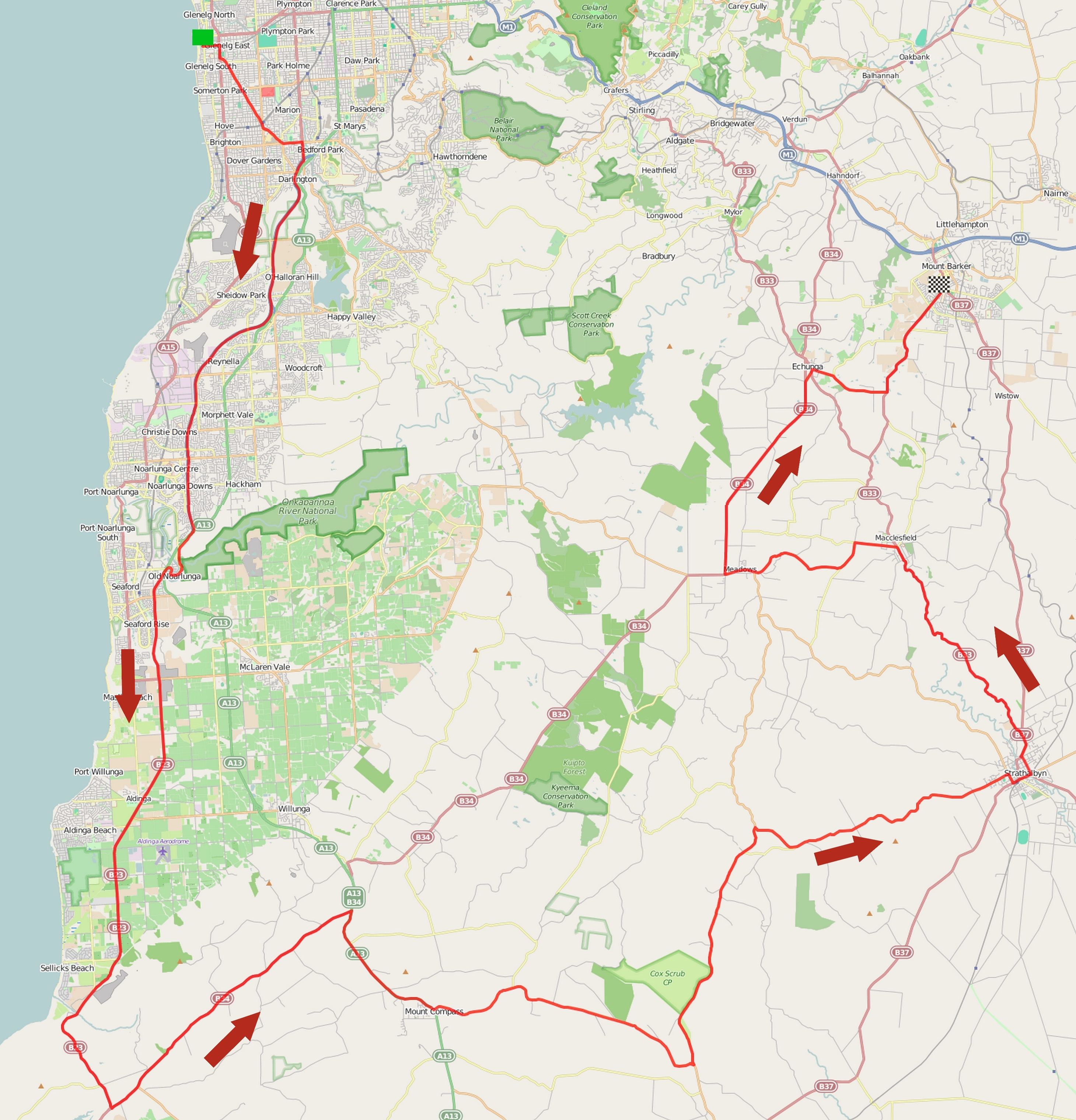
Streckenverlauf der 4. Etappe

Die vierte Etappe fand am 23. Januar statt und führte als Hügeletappe über 144,5 Kilometer von Glenelg nach Mount Barker. Während der Strecke gab es zwei Sprintwertungen sowie eine Bergwertung. Zur vierten Etappe gingen noch 131 Fahrer an den Start, von denen wiederum 130 im Ziel angekommen sind. Die Etappe wurde von Steele Von Hoff (AUS) vor Daryl Impey (OGE) und Wouter Wippert (DPC) gewonnen. Die Führung in der Gesamt- und in der Nachwuchswertung verteidigte Rohan Dennis (BMC). Die Bergwertung verlor er an Jack Bobridge (AUS). Der Führende in der Sprintwertung war nun Daryl Impey, beste Mannschaft war weiterhin das Team BMC. Kämpferischster Fahrer der Etappe war Cédric Pineau (FDJ).
| Platz | Fahrer            | Nation | Team                        | Zeit                    |
| ----- | ----------------- | ------ | --------------------------- | ----------------------- |
| 01.   | Steele Von Hoff   | AUS    | UniSA-Australia             | 3:24:28 h (42,403 km/h) |
| 02.   | Daryl Impey       | RSA    | Orica GreenEdge             | gleiche Zeit            |
| 03.   | Wouter Wippert    | NED    | Drapac Professional Cycling | gleiche Zeit            |
| 04.   | Heinrich Haussler | AUS    | IAM Cycling                 | gleiche Zeit            |
| 05.   | Samuel Dumoulin   | FRA    | AG2R La Mondiale            | gleiche Zeit            |
| 06.   | Niccolò Bonifazio | ITA    | Lampre-Merida               | gleiche Zeit            |
| 07.   | Rüdiger Selig     | GER    | Team Katusha                | gleiche Zeit            |
| 08.   | Gianni Meersman   | BEL    | Etixx-Quick Step            | gleiche Zeit            |
| 09.   | Eugenio Alafaci   | ITA    | Trek Factory Racing         | gleiche Zeit            |
| 10.   | Koen de Kort      | NED    | Team Giant-Alpecin          | gleiche Zeit            |

| Platz | Fahrer             | Nation | Team               | Zeit                     |
| ----- | ------------------ | ------ | ------------------ | ------------------------ |
| 01.   | Rohan Dennis       | AUS    | BMC Racing Team    | 13:41:34 h (41,686 km/h) |
| 02.   | Cadel Evans        | AUS    | BMC Racing Team    | + 0:07 min               |
| 03.   | Tom Dumoulin       | NED    | Team Giant-Alpecin | + 0:09 min               |
| 04.   | Daryl Impey        | RSA    | Orica GreenEdge    | + 0:13 min               |
| 05.   | Richie Porte       | AUS    | Team Sky           | + 0:15 min               |
| 06.   | Michael Rogers     | AUS    | Tinkoff-Saxo       | gleiche Zeit             |
| 07.   | Jack Haig          | AUS    | UniSA-Australia    | gleiche Zeit             |
| 08.   | Maxime Bouet       | FRA    | Etixx-Quick Step   | gleiche Zeit             |
| 09.   | Rubén Fernández    | ESP    | Movistar Team      | gleiche Zeit             |
| 10.   | Domenico Pozzovivo | ITA    | AG2R La Mondiale   | gleiche Zeit             |

### 5. Etappe

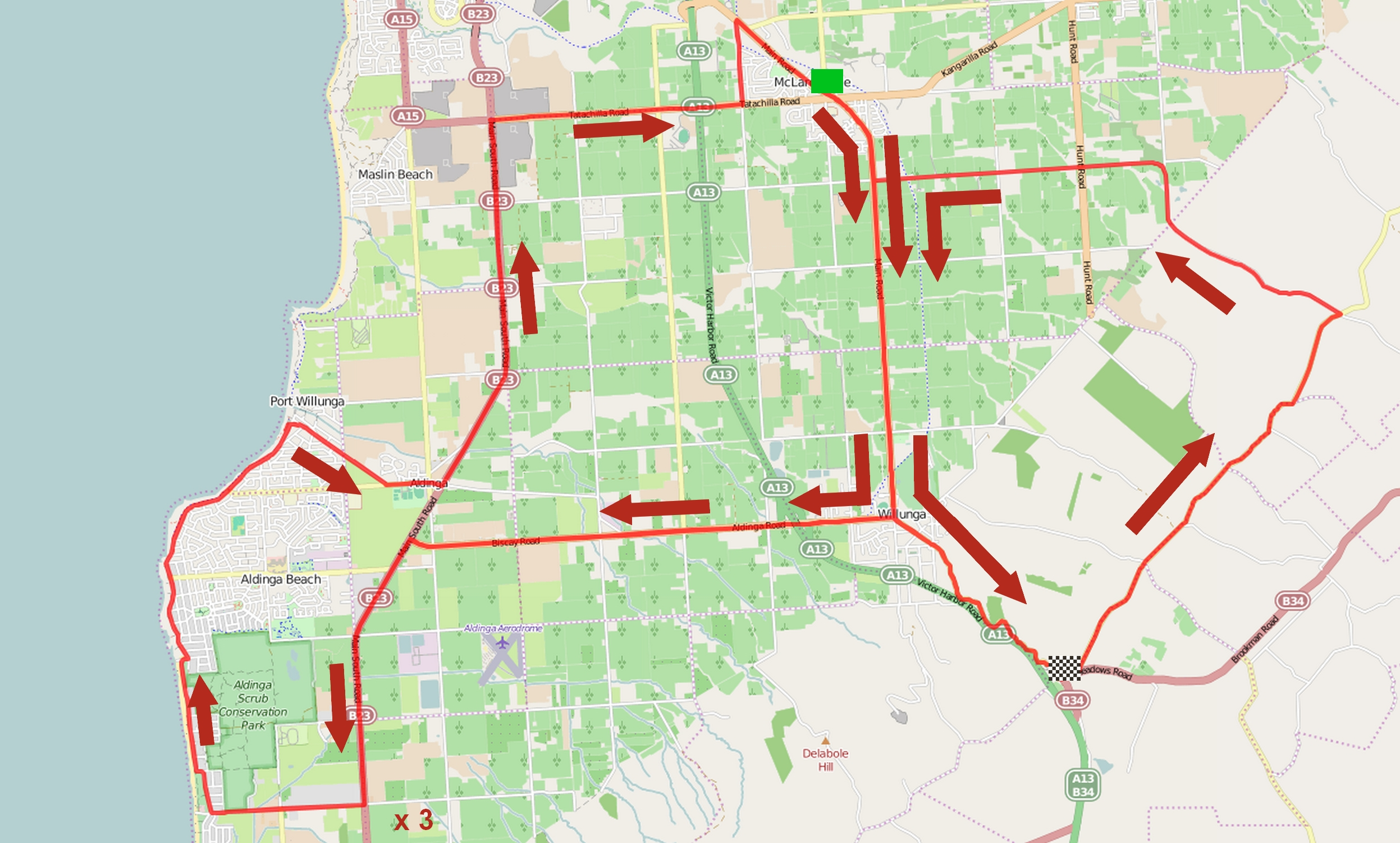
Streckenverlauf der 5. Etappe

Die fünfte Etappe fand am 24. Januar statt und führte als Mittelgebirgsetappe über 151,5 Kilometer von McLaren Vale auf den Willunga Hill. Während der Strecke gab es zwei Sprintwertungen sowie zwei Bergwertungen. Zur fünften Etappe gingen noch 126 Fahrer an den Start, von denen wiederum 125 im Ziel angekommen sind. Die Etappe wurde von Richie Porte (SKY) vor Rohan Dennis (BMC) und Rubén Fernández (MOV) gewonnen. Die Führung in der Gesamt- und in der Nachwuchswertung verteidigte Rohan Dennis. Auch in der Sprint- und in der Bergwertung gab es keine Veränderung an den Führungspositionen und Daryl Impey (OGE) und Jack Bobridge (AUS) verteidigten ihre Wertungstrikots. Die Führung in der Teamwertung eroberte das Team Movistar zurück. Kämpferischster Fahrer der Etappe war Greg Henderson (LTS).
| Platz | Fahrer             | Nation | Team                   | Zeit                    |
| ----- | ------------------ | ------ | ---------------------- | ----------------------- |
| 01.   | Richie Porte       | AUS    | Team Sky               | 3:37:32 h (41,787 km/h) |
| 02.   | Rohan Dennis       | AUS    | BMC Racing Team        | + 0:09 min              |
| 03.   | Rubén Fernández    | ESP    | Movistar Team          | + 0:16 min              |
| 04.   | Cadel Evans        | AUS    | BMC Racing Team        | gleiche Zeit            |
| 05.   | Tom Dumoulin       | NED    | Team Giant-Alpecin     | gleiche Zeit            |
| 06.   | Domenico Pozzovivo | ITA    | AG2R La Mondiale       | + 0:19 min              |
| 07.   | Tiago Machado      | POR    | Team Katusha           | + 0:24 min              |
| 08.   | Moreno Moser       | ITA    | Team Cannondale-Garmin | + 0:26 min              |
| 09.   | Gorka Izagirre     | ESP    | Movistar Team          | + 0:28 min              |
| 10.   | Arnold Jeannesson  | FRA    | FDJ                    | gleiche Zeit            |

| Platz | Fahrer             | Nation | Team               | Zeit                     |
| ----- | ------------------ | ------ | ------------------ | ------------------------ |
| 01.   | Rohan Dennis       | AUS    | BMC Racing Team    | 17:19:09 h (41,705 km/h) |
| 02.   | Richie Porte       | AUS    | Team Sky           | + 0:02 min               |
| 03.   | Cadel Evans        | AUS    | BMC Racing Team    | + 0:20 min               |
| 04.   | Tom Dumoulin       | NED    | Team Giant-Alpecin | + 0:22 min               |
| 05.   | Rubén Fernández    | ESP    | Movistar Team      | + 0:24 min               |
| 06.   | Domenico Pozzovivo | ITA    | AG2R La Mondiale   | + 0:31 min               |
| 07.   | Daryl Impey        | RSA    | Orica GreenEdge    | + 0:38 min               |
| 08.   | Tiago Machado      | POR    | Team Katusha       | + 0:46 min               |
| 09.   | Gorka Izagirre     | ESP    | Movistar Team      | + 0:52 min               |
| 10.   | Jarlinson Pantano  | COL    | IAM Cycling        | + 0:53 min               |

### 6. Etappe

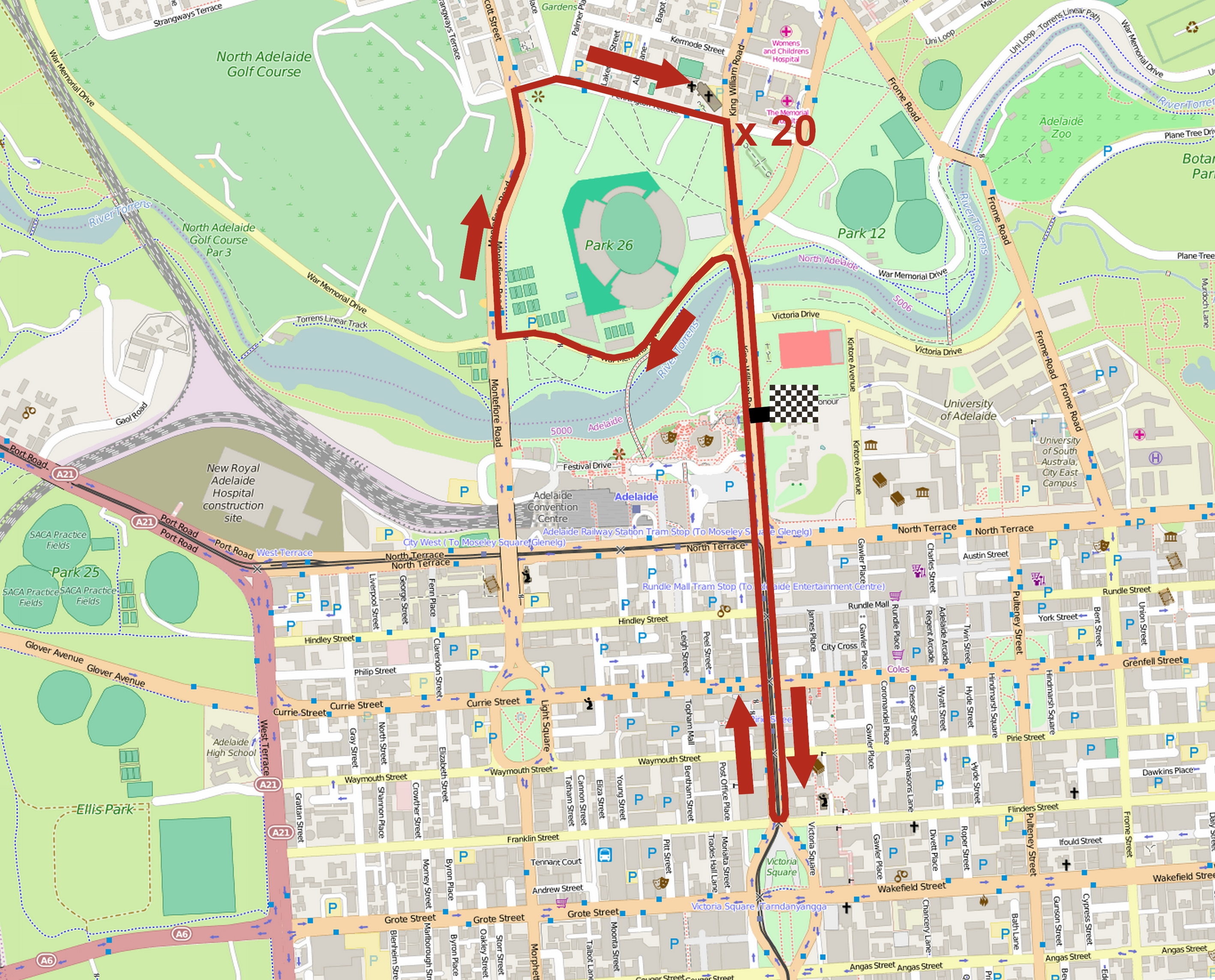
Streckenverlauf der 6. Etappe

Die sechste Etappe fand am 25. Januar statt und führte als Flachetappe über 90 Kilometer durch Adelaide. Es wurden 20 Runden zu je 4,5 Kilometer gefahren. Während der Strecke gab es zwei Sprintwertungen sowie zwei Bergwertungen. Zur sechsten Etappe gingen noch 125 Fahrer an den Start, von denen wiederum 121 im Ziel angekommen sind und somit die Rundfahrt beendeten. Die Etappe wurde von Wouter Wippert (DPC) vor Heinrich Haussler (IAM) und Boris Vallée (LTS) gewonnen. Die Etappe brachte keine Veränderungen mehr bei den Trägern der Wertungstrikots. Rohan Dennis (BMC) gewann die Gesamt- und die Nachwuchswertung, Daryl Impey (OGE) die Sprint- und Jack Bobridge (AUS) die Bergwertung. Auch das Team Movistar verteidigte die Führung in der Teamwertung. Kämpferischster Fahrer der Etappe war Manuele Boaro (TCS).
| Platz | Fahrer             | Nation | Team                        | Zeit                    |
| ----- | ------------------ | ------ | --------------------------- | ----------------------- |
| 01.   | Wouter Wippert     | NED    | Drapac Professional Cycling | 1:56:09 h (46,492 km/h) |
| 02.   | Heinrich Haussler  | AUS    | IAM Cycling                 | gleiche Zeit            |
| 03.   | Boris Vallée       | BEL    | Lotto Soudal                | gleiche Zeit            |
| 04.   | Pawel Brutt        | RUS    | Tinkoff-Saxo                | gleiche Zeit            |
| 05.   | Daryl Impey        | RSA    | Orica GreenEdge             | gleiche Zeit            |
| 06.   | Niccolò Bonifazio  | ITA    | Lampre-Merida               | gleiche Zeit            |
| 07.   | Steele Von Hoff    | AUS    | UniSA-Australia             | gleiche Zeit            |
| 08.   | Ruslan Tleubajew   | KAZ    | Astana Pro Team             | gleiche Zeit            |
| 09.   | Rüdiger Selig      | GER    | Team Katusha                | gleiche Zeit            |
| 10.   | Sébastien Chavanel | FRA    | FDJ                         | gleiche Zeit            |

| Platz | Fahrer             | Nation | Team                | Zeit                     |
| ----- | ------------------ | ------ | ------------------- | ------------------------ |
| 01.   | Rohan Dennis       | AUS    | BMC Racing Team     | 19:15:18 h (42,186 km/h) |
| 02.   | Richie Porte       | AUS    | Team Sky            | + 0:02 min               |
| 03.   | Cadel Evans        | AUS    | BMC Racing Team     | + 0:20 min               |
| 04.   | Tom Dumoulin       | NED    | Team Giant-Alpecin  | + 0:22 min               |
| 05.   | Rubén Fernández    | ESP    | Movistar Team       | + 0:24 min               |
| 06.   | Domenico Pozzovivo | ITA    | AG2R La Mondiale    | + 0:31 min               |
| 07.   | Daryl Impey        | RSA    | Orica GreenEdge     | + 0:35 min               |
| 08.   | Gorka Izagirre     | ESP    | Movistar Team       | + 0:52 min               |
| 09.   | Jarlinson Pantano  | COL    | IAM Cycling         | + 0:53 min               |
| 10.   | George Bennett     | NZL    | Team Lotto NL-Jumbo | + 0:57 min               |

## Wertungen im Tourverlauf
Die Tabelle zeigt die Führenden der jeweiligen Wertung nach Abschluss der Etappe.
| Etappe | Gesamtwertung       | Sprintwertung          | Bergwertung              | Nachwuchswertung        | Kämpferischster Fahrer | Teamwertung     |
| ------ | ------------------- | ---------------------- | ------------------------ | ----------------------- | ---------------------- | --------------- |
| 1      | Jack Bobridge (AUS) | Jack Bobridge (AUS) 1  | Jack Bobridge (AUS) 2, 3 | Luke Durbridge (OGE)    | Luke Durbridge (OGE)   | UniSA-Australia |
| 2      | Jack Bobridge (AUS) | Juan José Lobato (MOV) | Jack Bobridge (AUS) 2, 3 | Niccolò Bonifazio (LAM) | Thomas De Gendt (LTS)  | Movistar Team   |
| 3      | Rohan Dennis (BMC)  | Cadel Evans (BMC)      | Rohan Dennis (BMC) 4     | Rohan Dennis (BMC) 5    | William Clarke (DPC)   | BMC Racing Team |
| 4      | Rohan Dennis (BMC)  | Daryl Impey (OGE)      | Jack Bobridge (AUS)      | Rohan Dennis (BMC) 5    | Cédric Pineau (FDJ)    | BMC Racing Team |
| 5      | Rohan Dennis (BMC)  | Daryl Impey (OGE)      | Jack Bobridge (AUS)      | Rohan Dennis (BMC) 5    | Greg Henderson (LTS)   | Movistar Team   |
| 6      | Rohan Dennis (BMC)  | Daryl Impey (OGE)      | Jack Bobridge (AUS)      | Rohan Dennis (BMC) 5    | Manuele Boaro (TCS)    | Movistar Team   |
| Sieger | Rohan Dennis (AUS)  | Daryl Impey (OGE)      | Jack Bobridge (AUS)      | Rohan Dennis (AUS)      | Manuele Boaro (TCS)    | Movistar Team   |

Anmerkungen zur Tabelle:

## Ergebnis

### Endstand

#### Gesamtwertung

Santos Tour Down Under Ochre Leader's Jersey

Die Gesamtwertung entschied Rohan Dennis (BMC) mit einer Gesamtzeit von 19:15:18 Stunden für sich. Er eroberte das ockerfarbene Trikot, offiziell Santos Tour Down Under Ochre Leader's Jersey, durch seinen Etappensieg bei der 3. Etappe und verteidigte dieses bis zum Ende der Rundfahrt. Den zweiten Platz belegte Richie Porte (SKY) mit nur zwei Sekunden Rückstand. Mit 20 Sekunden Rückstand auf den Gesamtsieger folgte auf dem dritten Rang mit Cadel Evans ein weiterer BMC-Fahrer. Somit standen ausschließlich Fahrer aus dem Gastgeberland Australien auf dem Podium. In der Gesamtwertung waren nach der letzten Etappe 121 von 133 gestarteten Fahrer klassiert.
| Platz | Fahrer             | Nation | Team                | Zeit                     |
| ----- | ------------------ | ------ | ------------------- | ------------------------ |
| 01.   | Rohan Dennis       | AUS    | BMC Racing Team     | 19:15:18 h (42,186 km/h) |
| 02.   | Richie Porte       | AUS    | Team Sky            | + 0:02 min               |
| 03.   | Cadel Evans        | AUS    | BMC Racing Team     | + 0:20 min               |
| 04.   | Tom Dumoulin       | NED    | Team Giant-Alpecin  | + 0:22 min               |
| 05.   | Rubén Fernández    | ESP    | Movistar Team       | + 0:24 min               |
| 06.   | Domenico Pozzovivo | ITA    | AG2R La Mondiale    | + 0:31 min               |
| 07.   | Daryl Impey        | RSA    | Orica GreenEdge     | + 0:35 min               |
| 08.   | Gorka Izagirre     | ESP    | Movistar Team       | + 0:52 min               |
| 09.   | Jarlinson Pantano  | COL    | IAM Cycling         | + 0:53 min               |
| 10.   | George Bennett     | NZL    | Team Lotto NL-Jumbo | + 0:57 min               |

#### Sprintwertung

iiNet Sprint Jersey

Die Sprintwertung gewann der Südafrikaner Daryl Impey (OGE) mit 55 Punkten, obwohl er keine Etappe für sich entschied. Er eroberte das rote Trikot, offiziell iiNet Sprint Jersey, auf der 4. Etappe und verteidigte es bei den beiden letzten Etappen. Auf den Plätzen zwei und drei folgten der Italiener Niccolò Bonifazio (LAM) mit 39 Punkten und der Australier Cadel Evans (BMC) mit 37 Punkten. Insgesamt konnten 50 Fahrer Punkte in dieser Wertung erreichen, die auch die Rundfahrt beendeten.
| Platz | Fahrer            | Nation | Team               | Punkte |
| ----- | ----------------- | ------ | ------------------ | ------ |
| 1.    | Daryl Impey       | RSA    | Orica GreenEdge    | 55     |
| 2.    | Niccolò Bonifazio | ITA    | Lampre-Merida      | 39     |
| 3.    | Cadel Evans       | AUS    | BMC Racing Team    | 37     |
| 4.    | Tom Dumoulin      | NED    | Team Giant-Alpecin | 36     |
| 5.    | Richie Porte      | AUS    | Team Sky           | 34     |

#### Bergwertung

Subaru King of the Mountain Jersey

Die Bergwertung gewann der Australier Jack Bobridge (AUS) mit 36 Punkten. Er eroberte das blau-gepunktete Trikot, offiziell Subaru King of the Mountain Jersey, bereits während der 1. Etappe, verlor es dann bei der 3. Etappe an seinen Landsmann Rohan Dennis (BMC) und eroberte es während 4. Etappe zurück und verteidigte es dann bis zum Ende der Tour. Auf den Plätzen zwei und drei folgten Rohan Dennis mit 34 Punkten und der Australier Richie Porte (SKY) mit 22 Punkten. Insgesamt konnten 23 Fahrer Punkte in dieser Wertung erreichen, die auch die Rundfahrt beendeten.
| Platz | Fahrer             | Nation | Team             | Punkte |
| ----- | ------------------ | ------ | ---------------- | ------ |
| 1.    | Jack Bobridge      | AUS    | UniSA-Australia  | 36     |
| 2.    | Rohan Dennis       | AUS    | BMC Racing Team  | 34     |
| 3.    | Richie Porte       | AUS    | Team Sky         | 22     |
| 4.    | Cadel Evans        | AUS    | BMC Racing Team  | 18     |
| 5.    | Domenico Pozzovivo | ITA    | AG2R La Mondiale | 14     |

#### Nachwuchswertung

Cycle Instead Young Rider Jersey

Da der Gesamtsieger Rohan Dennis (BMC) als Nachwuchsfahrer startete, gewann er auch die Nachwuchswertung und somit das Cycle Instead Young Rider Jersey. Den zweiten Platz in dieser Wertung belegte der Niederländer Tom Dumoulin (TGA) mit 22 Sekunden Rückstand. Auf ihn folgte der Spanier Rubén Fernández (MOV) mit 24 Sekunden Rückstand auf den Sieger dieser Sonderwertung. In der Gesamtwertung waren nach der letzten Etappe 28 von 33 gestarteten Nachwuchsfahrer klassiert.
| Platz | Fahrer          | Nation | Team                | Zeit                     |
| ----- | --------------- | ------ | ------------------- | ------------------------ |
| 1.    | Rohan Dennis    | AUS    | BMC Racing Team     | 19:15:18 h (42,186 km/h) |
| 2.    | Tom Dumoulin    | NED    | Team Giant-Alpecin  | + 0:22 min               |
| 3.    | Rubén Fernández | ESP    | Movistar Team       | + 0:24 min               |
| 4.    | George Bennett  | NZL    | Team Lotto NL-Jumbo | + 0:57 min               |
| 5.    | Tsgabu Grmay    | ETH    | Lampre-Merida       | + 1:00 min               |

#### Teamwertung

Virgin Australia Winning Team Jersey

Die Teamwertung gewann die spanische Mannschaft Movistar in einer Gesamtzeit von 57:48:48 Stunden. Auf den weiteren Plätzen folgten die US-amerikanische Mannschaft BMC und die belgische Mannschaft Lotto Soudal mit 1:12 bzw. 4:24 Minuten Rückstand. In dieser Wertung waren die 19 teilnehmenden Mannschaften klassiert. Die Nationalmannschaft des Gastgeberlandes Australien, UniSA-Australia, belegte den 15. Rang mit 12:06 Minuten Rückstand. Die jeweils führende Mannschaft erhielt nach jeder Etappe das Virgin Australia Winning Team Jersey. Die Trikots konnten allerdings nicht auf der folgenden Etappe getragen werden, da nur vier Wertungstrikots während einer Etappe getragen werden dürfen.
| Platz | Team             | Nation | Zeit                     |
| ----- | ---------------- | ------ | ------------------------ |
| 1.    | Movistar Team    | ESP    | 57:48:48 h (42,151 km/h) |
| 2.    | BMC Racing Team  | USA    | + 1:21 min               |
| 3.    | Lotto Soudal     | BEL    | + 4:24 min               |
| 4.    | AG2R La Mondiale | FRA    | + 5:46 min               |
| 5.    | IAM Cycling      | SUI    | + 5:57 min               |

#### Kämpferischster Fahrer

Europcar Most Competitive Rider Jersey

Als kämpferischster Fahrer der Tour zeichnete die Jury den Italiener Manuele Boaro (TCS). Er war gleichzeitig der kämpferischste Fahrer der 6. Etappe. Die ausgezeichneten Fahrer erhielten jeweils nach der Etappe das grüne Trikot, offiziell Europcar Most Competitive Rider Jersey. Das Trikot konnte allerdings nicht auf der folgenden Etappe getragen werden, da nur vier Wertungstrikots während einer Etappe getragen werden dürfen.

### UCI WorldTour
Die Tour Down Under war innerhalb der UCI WorldTour 2015 ein Rennen der 3. Kategorie. Deshalb erhielten die zehn besten Fahrer der Gesamtwertung sowie die fünf besten Fahrer der einzelnen Etappen – vorausgesetzt sie fahren für ein UCI WorldTeam – Punkte für das UCI WorldTour Ranking mit folgender Punkteverteilung:
| Platzierung | 1.  | 2. | 3. | 4. | 5. | 6. | 7. | 8. | 9. | 10. |
| Punkte      | 100 | 80 | 70 | 60 | 50 | 40 | 30 | 20 | 10 | 4   |

| Platzierung | 1. | 2. | 3. | 4. | 5. |
| Punkte      | 6  | 4  | 2  | 1  | 1  |

Für das UCI WorldTour Ranking konnten 21 Fahrer Punkte sammeln.
| Platz | Fahrer             | Nation | Team                | Punkte |
| ----- | ------------------ | ------ | ------------------- | ------ |
| 01.   | Rohan Dennis       | AUS    | BMC Racing Team     | 110    |
| 02.   | Richie Porte       | AUS    | Team Sky            | 086    |
| 03.   | Cadel Evans        | AUS    | BMC Racing Team     | 076    |
| 04.   | Tom Dumoulin       | NED    | Team Giant-Alpecin  | 064    |
| 05.   | Rubén Fernández    | ESP    | Movistar Team       | 052    |
| 06.   | Domenico Pozzovivo | ITA    | AG2R La Mondiale    | 040    |
| 07.   | Daryl Impey        | RSA    | Orica GreenEdge     | 039    |
| 08.   | Gorka Izagirre     | ESP    | Movistar Team       | 022    |
| 09.   | Jarlinson Pantano  | COL    | IAM Cycling         | 010    |
| 10.   | Juan José Lobato   | ESP    | Movistar Team       | 006    |
| 11.   | Heinrich Haussler  | AUS    | IAM Cycling         | 005    |
| 12.   | George Bennett     | NZL    | Team Lotto NL-Jumbo | 004    |
| 12.   | Lieuwe Westra      | NED    | Astana Pro Team     | 004    |
| 14.   | Luke Durbridge     | AUS    | Orica GreenEdge     | 002    |
| 14.   | Boris Vallée       | BEL    | Lotto Soudal        | 002    |
| 16.   | Maxim Belkow       | RUS    | Team Katusha        | 001    |
| 16.   | Niccolò Bonifazio  | ITA    | Lampre-Merida       | 001    |
| 16.   | Maxime Bouet       | FRA    | Etixx-Quick Step    | 001    |
| 16.   | Pawel Brutt        | RUS    | Tinkoff-Saxo        | 001    |
| 16.   | Samuel Dumoulin    | FRA    | AG2R La Mondiale    | 001    |
| 16.   | Michael Rogers     | AUS    | Tinkoff-Saxo        | 001    |